# Hetaerina capitalis
Hetaerina capitalis – gatunek ważki z rodziny świteziankowatych (Calopterygidae). Występuje od Meksyku przez Amerykę Centralną do północno-zachodniej Ameryki Południowej (Kolumbia, Wenezuela i Ekwador).